# Gambiahamsterrat
De gambiahamsterrat (Cricetomys gambianus) is een zoogdier uit de familie van de Nesomyidae. De wetenschappelijke naam van de soort werd voor het eerst geldig gepubliceerd door Waterhouse in 1840.

## Kenmerken
Het is een vrij groot knaagdier: het kan een lichaamslengte bereiken van 24 tot 45 cm, en een lange staart van 35 tot 50 cm. Hun gewicht varieert gewoonlijk van 1 tot 1,5 kg.

## Leefwijze
Gambiahamsterratten leven sociaal, in kleine groepjes die een gemeenschappelijk hol delen. Dat hol kan bestaan in natuurlijke spleten in rotsen, of holle bomen maar ze kunnen dit ook zelf graven. In dat geval bestaat het uit een vertakte tunnel van enkele meters lang, waarlangs 'kamers' zijn uitgegraven. Deze ruimtes worden gebruikt als slaapplek of als opslagruimte voor voedsel.
De soort heeft soms last van de parasitair levende insecten uit de familie Diploglossata die voorkomen in de tropische gebieden van Afrika.

## Verspreiding
De gambiahamsterrat heeft een grote verspreiding. Van Senegal tot Kenia in het noorden tot Angola en Mozambique in het zuiden. Daar leeft hij in allerlei habitats: de soort komt voor in savannen, bossen, akkers, plantages.

## Inzet bij opsporen van landmijnen
Een Vlaamse onderzoeker, Bart Weetjens, kwam in de jaren 90 op het idee gambiahamsterratten te gebruiken voor het opsporen van landmijnen. Dankzij hun scherpe reuk en de mogelijkheid deze dieren te kunnen trainen bleek dit mogelijk. In 1997 gaf de Belgische overheid subsidie om dit idee uit te werken, in 2000 werd APOPO opgericht in Tanzania. Op 24 september 2020 kreeg de door APOPO getrainde Magawa, een rat die gedurende zijn leven 39 landmijnen in Cambodja had gevonden, een onderscheiding van een Britse liefdadigheidsorganisatie. De rat is zelfs postuum geëerd in Cambodja.

## Ingezet bij opsporen van tbc
Sinds 2003 worden de gambiahamsterratten ook ingezet bij het diagnosticeren van tbc. Met een speekselmonster van mogelijke patiënten kunnen getrainde dieren ruiken of het individu besmet is. Vanwege eenvoud en prijs is dit een methode voor de detectie van tbc die nog verder wordt ontwikkeld.